# Djingis Khan (spex)

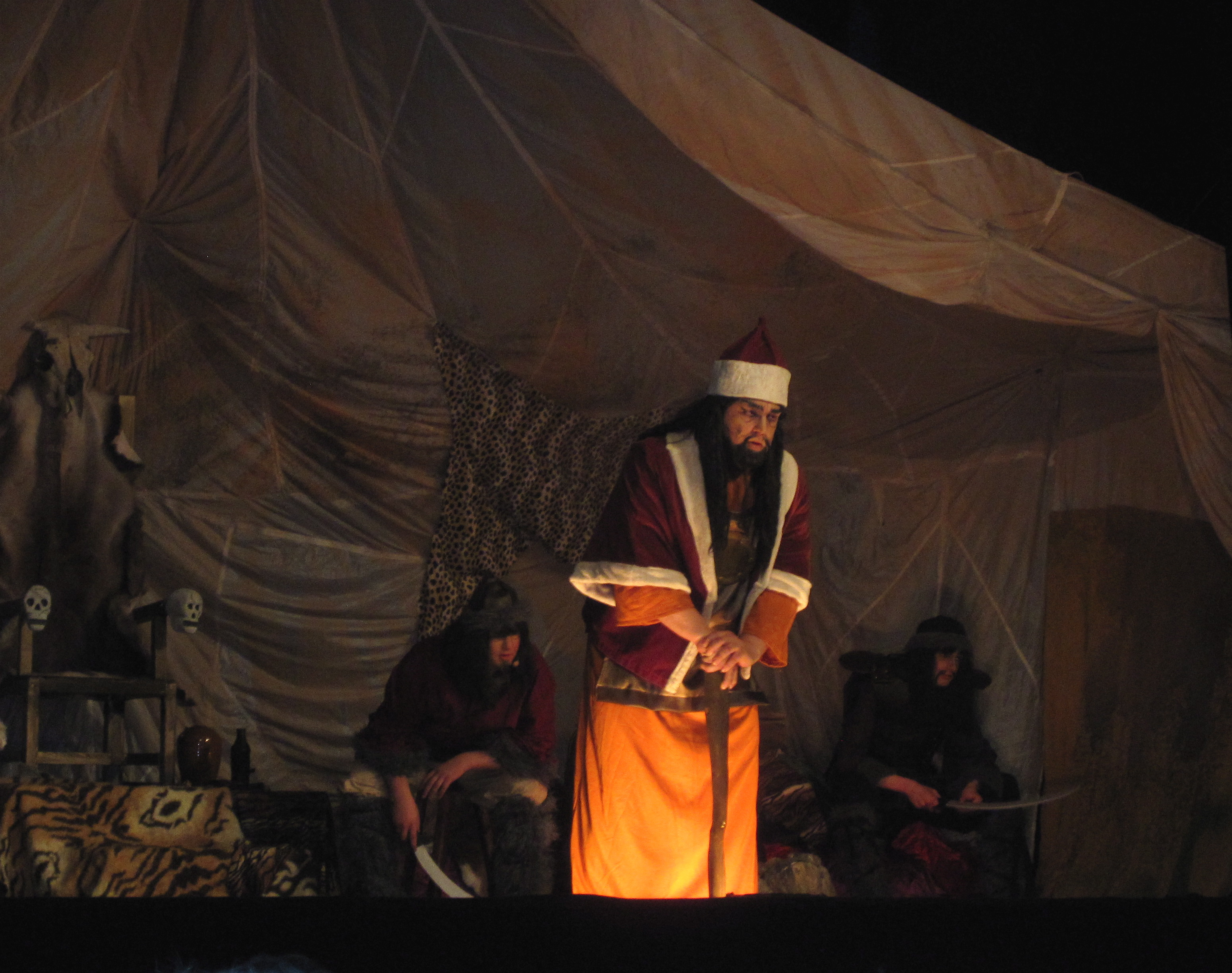
Scen från Djingis Khans första akt med titelfiguren i fokus. Från den föreställning som gavs i samband med Lundaspexarnas 125-årsjubileum den 23 april 2011.

Djingis Khan är ett av de mest kända lundensiska studentspexen.
Spexet, som handlar om Djingis Khans fruktlösa försök att genom sina söner erövra Samarkand ("Asiens Eslöv"), skrevs till Lundakarnevalen 1954 av Hans Alfredson, Patrick Meurling, Bert "Foten" Holmberg och Lennart "Dödshopparen" Levin. Det blev en omedelbar succé och införlivades snabbt i Lundaspexarnas stående repertoar. Numera spelas det regelbundet vart femte år (senast hösten 2021).
Djingis Khan innebar i stor utsträckning ett moderniserande av den lundensiska spextraditionen, vilken fram till dess varit tämligen fast förankrad i operaparodi och akademiskt högtravande dialog. Med Djingis infördes i stället element som samtida populärmusik och snabba ordvitsar.
Till spexets mest kända kupletter hör den så kallade Härjasången eller Härjavisan på melodi Gärdebylåten, vilken med tiden nått en spridning långt utanför studentkretsar och förutom de två originalverserna även försetts med olika apokryfiska tilläggsverser. Den kända refrängen lyder:
Ja, nu ska vi ut och härja, supa och slåss och svärja,
bränna röda stugor, slå små barn och säga fula ord.
Med blod ska vi stäppen färga; nu änteligen lär jag
kunna dra nån riktig nytta av min Hermodskurs i mord.
Djingis Khan översattes till engelska i samband med ett besök av Europas parlamentariska union i Lund 1986, och har i sin engelska version turnerat i USA. I samband med spexets 50-årsjubileum 2004 genomförde stora delar av den ursprungliga ensemblen en specialuppsättning inför barnen på förskolan Djingis Khan [källa behövs] - uppkallad efter spexet - i Lund.